# 超越論的なんちゃってビリティ
超越論的なんちゃってビリティ（ちょうえつろんてきなんちゃってビリティ、transcendental nanchattebility）とは、日本の哲学者である永井均が提唱した哲学的概念の一つ。「いかなる『まじめ』な言語行為にも『なーんちゃって』という発言による冗談化が後続しうるのでなければならない（そのことがおよそ言語行為なるものの可能性の条件そのものをなしている）」（永井 1991, p.144）ことを意味する。
別名として、「超越論的とかい（や）っちゃってビリティ（transcendental tokaichattebility）」、「超越論的冗談（可能）性」、「超越論的引用性」、「超越論的演技性」も代替的に用いられることがある。

## 概要
この概念が最初に用いられたのは、永井均の論文「醒めることを禁じられた夢」（論文集『〈魂〉に対する態度』勁草書房、1991年、所収）においてである。これは、アメリカ合衆国の哲学者ジョン・サールと、フランスの哲学者ジャック・デリダの間で起きたデリダ＝サール論争を論評するものであった。争点となったのは、サールの師であるJ.L.オースティンが、言語行為論において「まじめ」かつ「本気」でなされた言語使用では「ない」もの（役者のセリフ、引用、冗談、文学等の虚構）を「寄生的」な用法とみなし、当座の理論的考察から除外したことの是非だった。
永井は、デリダがオースティン（とサール）を批判する際に依拠した「反覆可能性（iterability）」の概念を敷衍し、およそあらゆる言語活動が不可避的に帯び、それ抜きにはそもそもいかなる言語使用も不可能であるという性質を表す概念として、「超越論的なんちゃってビリティ」を考案した。
哲学者の谷徹は、「現象学的に言えば、これは中立性変容の一種」（谷 2002, p.156）であると述べ、同概念に対して現象学的解釈を与えている。
また、文化人類学者の木村大治は、日常における記号としての括弧の使用を分析した著書『括弧の意味論』（NTT出版、2011年）において永井の議論に触れ、「現実の文の中でつけられている括弧は、潜在的にすべての語についている『見えない括弧』のうちのごく一部を、マークシートのようになぞって可視化しただけである、ということになる」（木村 2011, p.132）と述べている。
永井自身は、ツイート本である『遺稿焼却問題』（ぷねうま舎、2022年）に「超越論的なんちゃってビリティ」と題した章を設け、この問題の所在を自著『世界の独在論的存在構造』（春秋社、2018年）の議論などと結びつけながら再び解説した（永井 2022, pp.61‐62）。